# 瓜皮岛
瓜皮岛位于中国东北地区辽东半岛东侧的黄海中，是长山群岛里长山列岛中的一座岛屿，位于广鹿岛东北8海里处，属于辽宁省长海县广鹿岛镇瓜皮村管辖。

## 地理
瓜皮岛因形状椭圆如瓜皮而得名，岛长2.7千米，宽770米，海岸线长8.6千米，陆域面积2平方千米。